# 三男三女婿一匹
『三男三女婿一匹』（さんなんさんじょむこいっぴき）は、TBS系列で1976年から1980年にかけて放送されたテレビドラマである。

病院を舞台に大家族が繰り広げるホームドラマ。制作はテレパック、TBS。

## 三男三女婿一匹
- 放映期間：1976年10月5日-1977年4月19日、全29回、毎週火曜日21:00-21:55

### スタッフ
- 作：高橋玄洋、市川森一
- 演出：脇田時三、本多勝也、橋本信也
- プロデューサー：武敬子
- 音楽：杉田二郎、柳田ヒロ
- 主題歌：「僕たちの箱舟」（歌：杉田二郎）
  - 作詞：松本隆／作曲：杉田二郎／編曲：萩田光雄
- 挿入歌：「海においで」（歌：杉田二郎）
  - 作詞・作曲：杉田二郎／編曲：萩田光雄

### 出演
- 桂大五郎（桂病院院長）：森繁久彌
- 桂政江（大五郎の妻、元・婦長）：山岡久乃
- 桂啓介（大五郎の長男、外科医）：新克利
- 桂健太郎（大五郎の次男、小児科医）：井上順
- 桂英世（大五郎の三男、写真家）：加藤健一
- 野中和之（大五郎の娘婿、すみれの夫、庶務主任）：西田敏行
- 野中すみれ（大五郎の養女、栄養士）：泉ピン子
- 塩谷弓子（大五郎の娘、政江の連れ子・長女、薬剤師）：あべ静江
- 上原得三郎（内科医）：古谷一行
- 桂君子（大五郎の娘、政江の連れ子・次女、大学浪人中）：池上季実子
- 村山冬子（大五郎の先妻の姉、先代院長の長女、桂病院理事長、田園調布在住）：杉村春子
- 村山愛（冬子の孫娘）：松本ちえこ
- 石川絹代（婦長）：初井言榮
- 宝井隆史（内科医）：財津和夫
- 川村進（新人外科医）：堀内正美
- 小夜（英世の恋人）：西村実由紀
- 桂雪子（大五郎の先妻、先代院長の娘、故人）：小山明子
- 成瀬大三：由利徹

## 三男三女婿一匹（第2シリーズ）
- 放映期間：1978年5月16日-10月10日、全22回、毎週火曜日21:00-21:55

### スタッフ
- 作：高橋玄洋
- 演出：脇田時三、大室清
- プロデューサー：武敬子
- 音楽：樋口康雄
- 主題歌：小林幸司「東京の屋根」（作詞：森繁久彌、作曲・編曲：樋口康雄）

### 出演
- 桂大五郎（桂病院院長、外科医）：森繁久彌
- 桂政江（大五郎の妻、産婦人科医、理事長）：山岡久乃
- 桂真理（大五郎の長男、外科医）：細川俊之
- 桂勇気（大五郎の次男、小児科医）：井上順
- 桂誠（大五郎の三男、サッカー選手。終盤で急逝する）： 鹿賀丈史
- 浅見トシ子（大五郎の養女、政江の連れ子・養女）： 和田アキ子
- 浅見春男（トシ子の婿、庶務主任）：西田敏行
- 泉田純子（大五郎の恩師の娘、看護婦。誠の婚約者）：坂口良子
- 畠中隆子（整形外科医、勇気の婚約者）： 浅茅陽子
- 大須賀八六（事務長、仇名はヤモリ）：森田一義
- 隅岡若菜（看護婦）：研ナオコ
- 石田ケイ（看護婦）：根岸とし江
- 川口初江（看護婦）：山本道子
- 大沼千鶴（看護婦）：日向亜希
- 川崎和子（看護婦）：藤井京子
- 広島セン子（看護婦）：熊谷真実
- 森権太（事務総長）：由利徹
- 森美枝（事務員、権太の妻）：岩井友見
- 泉ピン子
- 村野哲平（医師）：大門正明
- 長嶋久（入院患者、後に庶務係）：平田満
- 婦長：塩沢とき
- 佐々木昌子（真理の内縁の妻、のちに正式の妻となる）：大森暁美
- 佐々木洋平（昌子の息子）：杉本航
- 菊本（誠の大学での先輩）：せんだみつお
- 石田莫（石田ケイの弟）：井上純一
- 榊靖彦：伍代守
- 小松方正
- たか子（料亭いわき女将、大五郎の幼なじみ）：杉村春子

### 放映リスト（サブタイトルリスト）
1. 外来家族
2. 本日多忙
3. 恋の季節
4. 女心と初夏の風
5. 婿さん蒸発
6. おもいやり
7. 明日に向かって
8. 父と息子
9. 梅雨晴れ
10. 結婚申し込み
11. 女現わる
12. 院長の賭け
13. 真白に細き
14. 日陰の女
15. 巣立ち
16. スプーン一杯の愛
17. 九月になれば
18. 息子独立
19. 桂病院50周年記念日
20. 婿帰る
21. そして一年･･･
22. 行く道（最終回）

## 三男三女婿一匹III
- 放映期間：1979年10月2日-1980年3月25日、全25回、毎週火曜日21:00-21:55

### スタッフ
- 作：高橋玄洋
- 演出：脇田時三、本多勝也
- プロデューサー：武敬子
- 音楽：柳田ヒロ
- 主題歌：松山千春「残照」（作詞・作曲：松山千春）（アルバム「浪漫」に収録）

### 出演
- 桂大五郎（桂病院、院長）：森繁久彌
- 桂時子（大五郎の妻）：杉村春子
- 水島勝子（桂家の家政婦）：山岡久乃
- 桂文太（大五郎の長男、外科医、副院長）：山城新伍
- 桂恵太（大五郎の次男、内科医、院長代理）：関口宏
- 桂仙太（大五郎の三男、整形外科医）：岡本富士太
- 桂ひかり（大五郎の長女）：木内みどり
- 桂正太郎（長女ひかりの婿）：井上順
- 桂つたえ（大五郎の次女）：志穂美悦子
- 早川健二（整形外科医、仙太留学後の後任）：鹿賀丈史
- 菅原トミ子（看護婦）：中尾ミエ
- 馬場さかえ（婦長）：藤田弓子
- 山根初子：榊原るみ
- 井川夏子：岡まゆみ
- 大田黒満（事務長）：はかま満緒
- 裕子（看護婦、恵太と結婚）：平淑恵
- 野呂イチ子（看護婦）：井上夏葉
- 黒川弥生（看護婦）：えりかわ恵子
- 看護婦：中川七瀬
- 看護婦：三宅悦子
- 看護婦：鈴木裕美
- 志津子（看護婦見習い）：熊谷真実
- 美智子（入院患者の孫娘）：大場久美子
- 菅原久松（大五郎の友人）：内田朝雄
- 川辺洋三（桂家の居候、浪人生）：中村まなぶ

### 放映リスト（サブタイトルリスト）
1. 院長帰る
2. 大五郎の冒険
3. 風の日に
4. 理事長乗り出す
5. ああニューヨーク
6. 医者のウソ
7. 一難去って
8. 女は怖い
9. 外科志願
10. わが家のドンファン
11. 帰ってきた人
12. 帰国第一弾
13. ナースの恋
14. 明日のために
15. 結婚宣言
16. やって来た男
17. 新しい風
18. 翳りある女
19. 幸せは涙のうちに
20. 夕陽に立つ
21. もう一人の家族
22. 春一番
23. 結婚式まで
24. 頑張れ！大五郎
25. 明日に向かって（最終回）

### 備考
- 1980年1月1日は特番のため放送休止。

| TBS系 火曜21時枠連続ドラマ | TBS系 火曜21時枠連続ドラマ    | TBS系 火曜21時枠連続ドラマ |
| 前番組                     | 番組名                        | 次番組                     |
| -------------------------- | ----------------------------- | -------------------------- |
| いごこち満点               | 三男三女婿一匹（第1シリーズ） | かあさん堂々               |
| TBS系 火曜21時枠連続ドラマ |                               |                            |
| 八甲田山                   | 三男三女婿一匹（第2シリーズ） | 混声の森                   |
| TBS系 火曜21時枠連続ドラマ |                               |                            |
| やる気満々                 | 三男三女婿一匹III             | あゝ野麦峠                 |